# Aoife Casey
Aoife Casey (* 1. Juni 1999) ist eine irische Ruderin. 2022 wurde sie Weltmeisterschaftsdritte.

## Karriere
Im Jahr 2016 nahm sie zum ersten Mal in ihrer Karriere an den Ruder-Juniorenweltmeisterschaften teil und ging gemeinsam mit Emily Hegarty im Doppelzweier bei den Junioren-Weltmeisterschaften im Rudern 2016 in Rotterdam für Irland an den Start. Die beiden verpassten die Qualifikation für das A-Finale und belegten im B-Finale den sechsten Platz, sodass sie den Wettbewerb auf dem zwölften Platz beendeten. Ein Jahr später nahm Aoife Casey zusammen mit Margaret Cremen an den Ruder-Juniorenweltmeisterschaften 2017 in Trakai im Doppelzweier teil. Sie verpassten zusammen das A-Finale, im B-Finale konnten sie sich aber durchsetzen und belegten den ersten Platz.
Im Jahr 2018 nahm sie an den Ruder-Europameisterschaften 2018 teil, welche als Teil der European Championships in Glasgow ausgetragen wurden. Gemeinsam mit Denise Walsh bildete sie den Leichtgewichts-Doppelzweier. Sie verpassten die Qualifikation für das A-Finale und mussten im B-Finale starten, wo sie den zweiten Platz belegten. Schlussendlich beendeten sie den Wettbewerb auf den achten Platz. In der Folge durften die beiden für Irland auch an den Ruder-Weltmeisterschaften 2018 in Plowdiw teilnehmen. Dort verpassten sie sowohl das A- als auch das B-Finale und mussten im C-Finale antreten, welches sie für sich entscheiden. Sie beendeten den Wettbewerb auf dem 13. Platz.
In der Nähe von Sarasota und Bradenton nahm Aoife Casey erstmals in ihrer Karriere an den Ruder-U23-Weltmeisterschaften teil und bildete bei den U23-Weltmeisterschaften 2019 mit Cliodhna Nolan den Leichtgewichts-Doppelzweier. Sie konnten sich für das A-Finale qualifizieren, verpassten dort aber mit dem fünften Platz eine Medaille. Nach 2018 wurde Aoife Casey 2019 zum zweiten Mal für die Ruder-Weltmeisterschaften nominiert und ging in Linz gemeinsam mit Denise Walsh bei den Ruder-Weltmeisterschaften 2019 an den Start, die beiden verpassten erneut das A- und das B-Finale. Im C-Finale belegten sie im Leichtgewichts-Doppelzweier den fünften Platz, sodass sie den Wettbewerb auf dem 17. Platz beendeten. 2021 ruderte Casey zusammen mit Margaret Cremen auf den fünften Platz bei den Europameisterschaften. Bei den Olympischen Spielen in Tokio belegten die beiden den achten Platz.
2022 belegte Aoife Casey bei den Europameisterschaften in München den vierten Platz im Leichtgewichts-Einer. Vier Wochen später trat sie bei den Weltmeisterschaften in Račice u Štětí mit Margaret Cremen im Leichtgewichts-Doppelzweier an. Die beiden gewannen die Bronzemedaille hinter den Britinnen und dem Boot aus den Vereinigten Staaten. 2023 wurden Casey und Cremen Fünfte bei den Europameisterschaften in Bled und Siebte bei den Weltmeisterschaften in Belgrad. Dieser siebte Platz bedeutete gleichzeitig die direkte Olympiaqualifikation. Bei den Olympischen Spielen 2024 in Paris erreichten die Irinnen das Finale und belegten den fünften Platz.